# Amir Khadir
Amir Khadir (Teheran, 12 giugno 1961) è un politico canadese, francofono ma di origine iraniana.
Khadir è nato a Teheran, ma si è trasferito in Canada con la famiglia all'età di 10 anni. È un medico specializzato in microbiologia infettiva.
Dalla fondazione del partito nel 2006 è uno dei due portavoce (assieme a Françoise David) del partito di estrema sinistra indipendentista quebecchese Québec solidaire (QS), nato dalla fusione di Union des Forces Progressistes (UFP, a sua volta un partito indipendentista di sinistra quebecchese) e Option Citoyenne (un movimento femminista). In precedenza era stato portavoce di UFP, e prima ancora, dal 1997, attivista del Rassemblement pour une alternative politique (RAP), partito confluito nell'UFP nel 2002.
Alle elezioni provinciali del Québec del 2008 è stato eletto nel parlamento regionale, nella circoscrizione di Mercier: è il primo deputato di QS, che alle precedenti elezioni del 2007 non aveva visto nessun eletto.